# Собор Казанской Иконы Божией Матери (Стерлитамак)
Собор Казанской иконы Божией Матери — православный храм, располагавшийся в городе Стерлитамаке Республики Башкортостан на Церковной площади (ныне парк им. С. М. Кирова) на месте сгоревшей ранее деревянной церкви. Построен в 1850 году, с 1878 года имел статус собора. Закрыт в 1929, снесен в 1937 году. Четырехстолпный пятикупольный прямоугольный в плане храм имел шестиколонный портик, четырёхъярусную колокольню, серебряные кресты. Боковые приделы — Никольский и Александро-Невский. Главный колокол весил 200 пудов.

## История
Для духовного окормления жителей купеческого города Стерлитамака в городе потребовалось строительство большого храма. Проект постройки Собора Казанской Богоматери утвержден в сентябре 1836 года императором Николаем I. Заложен храм 29 июля 1837 года в честь иконы Казанской Божьей Матери, с приделами Николая Чудотворца и Александра Невского на месте сгоревшей деревянной церкви также Иконы Божией Матери Казанская на Церковной площади. В 1824 году Стерлитамак посетил император Александр I. Жители города приветствовали монарха в деревянной церкви Иконы Божией Матери Казанская 1806 года постройки.
Строительство нового храма велось на пожертвования горожан и купцов Стерлитамака: Елисеева, Владимирцева, Сухорукова. Сбором денег занимался секретарь Константин Иоакимович Щеголев. Попечитель строительства храма — купец 3-й гильдии Василий Иванович Коновалов.
Храм строился по проекту архитектора Оренбургской губернии Г. Алфеева. Сооружен и освящен в честь иконы Казанской Божией Матери в 1850 году. С 1878 года храм имел статус собора.
При храме с 1881 года функционировало приходское попечительство, с 1839 года работала церковно приходская школа, позднее
— женская школа. В причте храма было два протоиерея, два священника и дьяконы. Сохранились имена настоятелей храма. Это Ф. И. Базилевский, В. Н. Сперанский, П. В. Полозов и М. И. Кречетов.
В 1929 году по решению президиума БашЦИК собор был закрыт, с него были сняты кресты и колокола. Некоторое время в здании находились клуб, кинотеатр. В 1937 году здание начали сносить. Ныне на месте собора находится парк имени Кирова.

## Архитектура
Прямоугольное в плане здание храма представляло собой четырехстолпный пятикупольный собор в стиле классицизма. Здание имело шестиколонные портики. Четырёхъярусная колокольня к храму строилась в 1858—1864 годах. Боковые приделы Никольский и Александро-Невский. Пятиглавый храм был увенчан серебряными крестами, имел колокол весом 200 пудов. Колокол был отлит на средства И. Ф. Базилевского и имел надпись: «Жители города Стерлитамака! Памятуйте о фамилии Базилевских!» Храм окружала чугунная ограда.
В соборе было три позолоченных иконостаса. Один из них был исполнен на средства золотопромышленника И. Ф. Базилевского художниками Петербургской академии художеств. Одна из икон «Положение во гроб» была выполнена художником Максимом Никифоровичем Воробьевым (1787—1855).

## Святыни
В храме в драгоценных ризах висели иконы Спасителя, Божией Матери, Сретения Господня и архангела Михаила.

## Фотогалерея

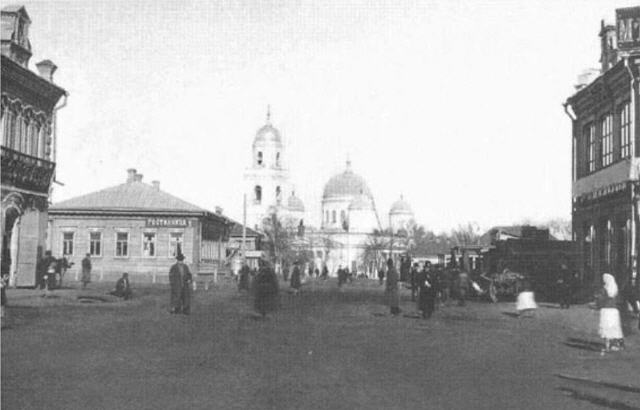
Стерлитамак. Вид на храм с базарной площади
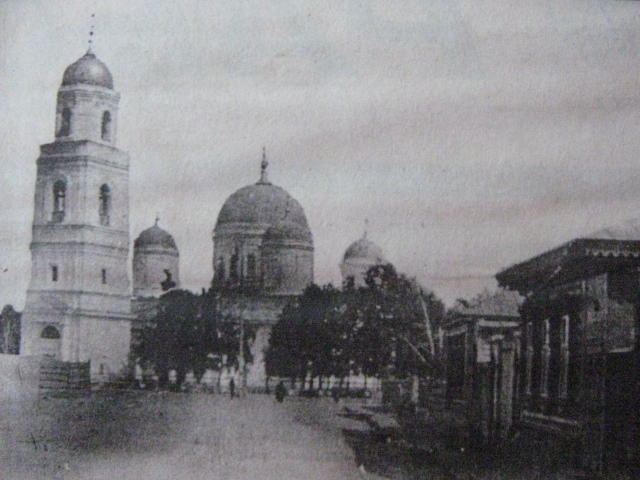
Вид на собор Иконы Божией Матери Казанская
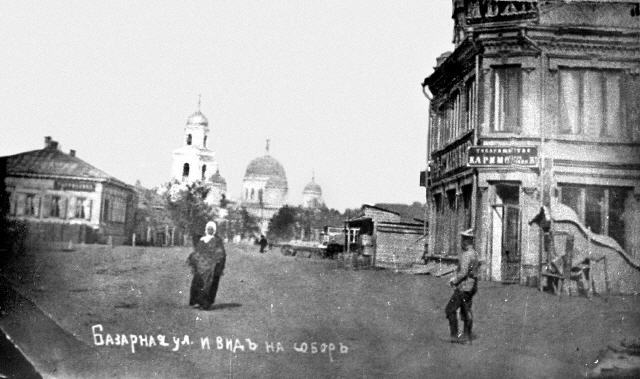
Вид на собор Иконы Божией Матери Казанская
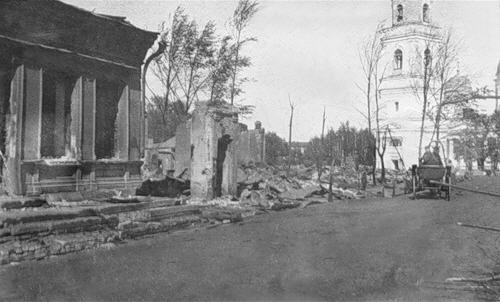
Вид на собор Иконы Божией Матери Казанская
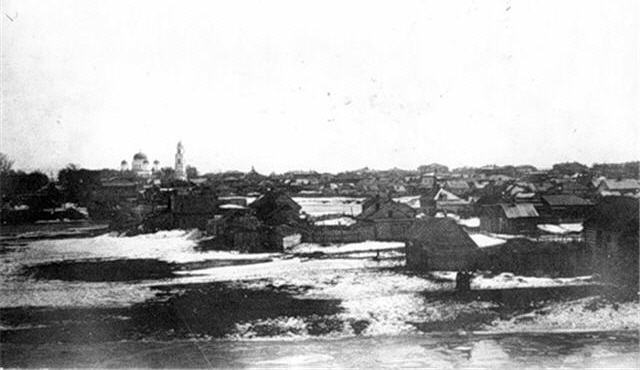
Вид на собор Иконы Божией Матери Казанская из-за реки
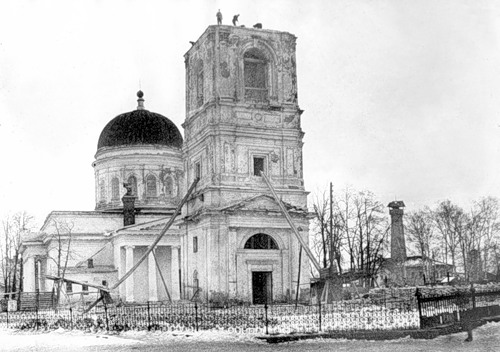
Снос собора Иконы Божией Матери Казанская